# Comadia redtenbacheri

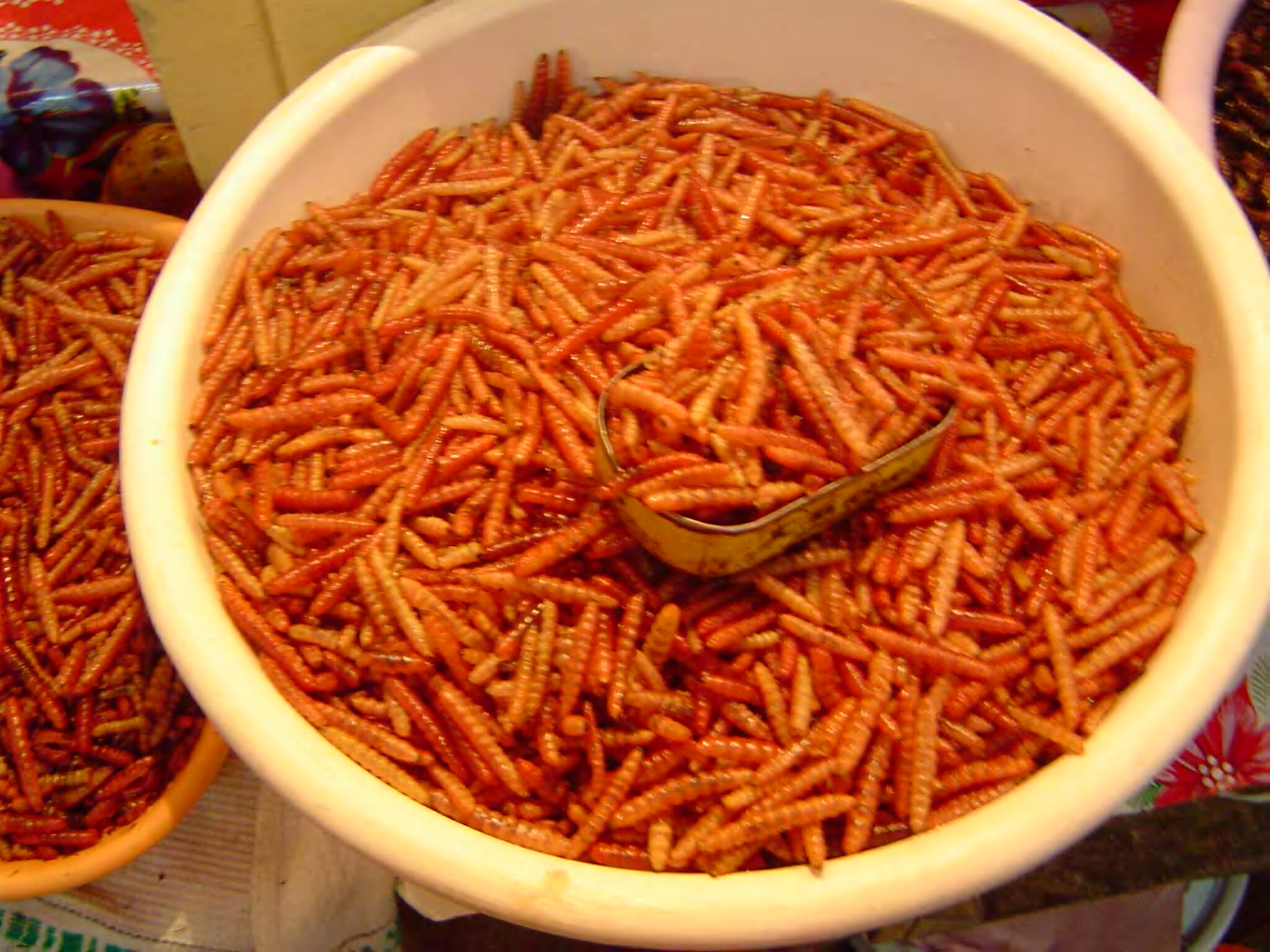
Đĩa chinicuiles (ấu trùng chiên Hypopta agavis) ở một chợ ở Tula, Hidalgo, México

Comadia redtenbacheri, có ấu trùng được biết đến trong tiếng Tây Ban Nha với tên như chilocuil, chinicuil hoặc tecol, là một loài sâu bướm có nguồn gốc ở Bắc Mỹ, cụ thể là México và phía nam Texas. Thức ăn ấu trùng của là lá của cây maguey, mặc dù chúng không được coi là một loài sâu bệnh, vì chúng đã được sử dụng làm thức ăn trong ẩm thực Mexico. Các sâu bướm màu đỏ còn được gọi là rojos gusanos, cho tên của nó đến một thương hiệu nổi tiếng của mezcal, chúng là một trong hai loại "sâu" được đặt trong chai mezcal, tạo ra một màu sắc độc đáo và hương vị cho thức uống này.